# Vikomt
A vikomt („algróf” latinul: vicecomes, franciául vicomte, angolul viscount, olaszul visconte, németül Vizegraf, hollandul Burggraaf „várgróf”, spanyolul vizconde) a gróf és a báró közötti főnemesi cím.
A vikomti címet eredetileg a grófok helyettesei, tisztviselői viselték Nyugat-Európában, később a király által adományozott rangként volt ismeretes, a tulajdonképpeni társadalmi státusz egyfajta kiemelő jelzőjeként. Sok esetben magasabb rangú (hercegi, őrgrófi, grófi) családok nem rangidős tagjai viselték a vikomti címet.
Magyarországon az alispánnak megfelelő cím lenne, de az itt nem alakult nemesi címmé, ahogy a főispán gróffá igen. Másik megfelelője a várnagy lehetne, ha nemesi címmé alakult volna, mint a németalföldi Burggraaf.
A vikomti cím Magyarországon rendkívül ritka, magyar királyok nem adományozták, csak hazánkba költözött idegen családok, illetve külföldi uralkodók által vikomti rangra emelt magyar nemesek használták. Ilyen volt például alsó- és felső-kereskényi Kereskényi Miklós vikomt (1709-1789) lotaringiai hercegi belső kamarás, aki 1773. július 9-én kapott vikomti rangot és ezzel lotaringiai főnemesi címet is. A két világháború közötti magyar közéletben ismert Rothermere lord vikomt volt. A magyar nemesi szokásjog szerint a család valamennyi tagja viseli a címet.

## Vicomte
Egyes európai országokban főnemesi rang a gróf és a báró között. Angolul viscount, olaszul visconte, franciául vicomte, latin vicecomes, algróf, helyettes gróf értelemben.
A Karoling-korban a grófok (comes) alá rendelt időszakos vagy állandó segítők, akik a grófot hivatalában helyettesítették. A  vicomte címre vonatkozó szórványos adatok a 9. században felbukkannak a kapitulárékban (királyi rendeletekben), királyi és magánoklevelekben, ítéletlevelekben, amelyek az egykori Római Birodalom nyugati frank területeire és Itáliára vonatkoztak. A Rajna jobb partján fekvő keleti frank területeken azonban szinte teljesen hiányoztak. A 9. század utolsó harmadában szinte minden nyugati frank és itáliai grófságban volt vicomte. Olykor a grófság egy területét is megkapta. A gróf távollétében, vagy a hivatal időszakos üresedésekor a vicomte teljes jogkörben járt el. Eredetileg a vicomte a grófnak és az uralkodónak is hűbéri hűséggel tartozott, a gyakorlatban azonban inkább a gróftól függött, ezért a 9. század második felétől származnak, a 10. századtól vált általában örökölhetővé, a 11. században pedig létrejöttek a vicomte-i birtokok, ekkor különvált a birtok és a hivatal. Dél- és Délnyugat-Franciaországban is a vicomte előbb a grófok alá rendelt hivatalnokokat, a 9-10. századtól a Nyugati Frank Birodalom felemelkedő hercegségeit (a vicomte irányítása alatt álló terület, vicomté) jelentette. A feudális rend kiépülése és az örökletesség kialakulása folyamán egyes családok hatalmas birtokokat tudtak egy kézben egyesíteni. Hatalmukat csak az albigensek elleni háború törte meg a 13. században. A délnyugat-franciaországi területeken gyakran az Ancien régime bukásáig megőrizték jelentőségüket. Normandiában a vicomte-ok mindvégig a helyi közigazgatás alappillérei voltak, így a cím örökletessége sem alakult ki. Ez a normann rendszer terjedt el Dél-Itáliában is, azzal a különbséggel, hogy nemcsak az uralkodó, hanem egyes grófok is neveztek ki vikomtokat. A 11. század végén a vikomt hivatala, amelyet korábban a normann vezető réteg tagjai is betöltöttek, veszített jelentőségéből, feladata a jogszolgáltatásban és közigazgatásban való részvétel lett.
Az angolok 1387-től ismerik a franciáktól átvéve a rangot. Az első brit viscountot VI. Henrik nevezte ki 1440-ben (Beaumont viscountját). Az uradalmát „viscountship”-nak vagy „viscounty”-nak nevezték, a női változatát „viscountess”-nek. Az angolszászoknál megyei felvigyázó, felügyelő feladatokat ellátó személyek (shire reeve = sheriff) nem nemesi címként kapták, hanem királyi hivatalt töltöttek be. A viscount koronája 16 ezüstgolyóval díszített ágból áll körben elhelyezve. A koronát, mint heraldikai koronát a címerpajzs felett hordják.
Olaszországban gyakran a grófi család fiatalabb tagjait nevezték visconte-nak, kisebb saját földbirtokkal.
Portugáliában az első visconde-t V. Alfonz nevezte ki. 1848–1880 között 86 új címet osztottak ki.
Spanyolországban IV. Fülöp (1621–65) kezdte el adományozni a címet, és a későbbi királyok 1846-ig folytatták ezt az adományozást.